# Silbersee (Treffelstein)
Der Silbersee ist ein im Jahr 1968 angelegter Stausee bei Treffelstein im Landkreis Cham in der Oberpfalz.

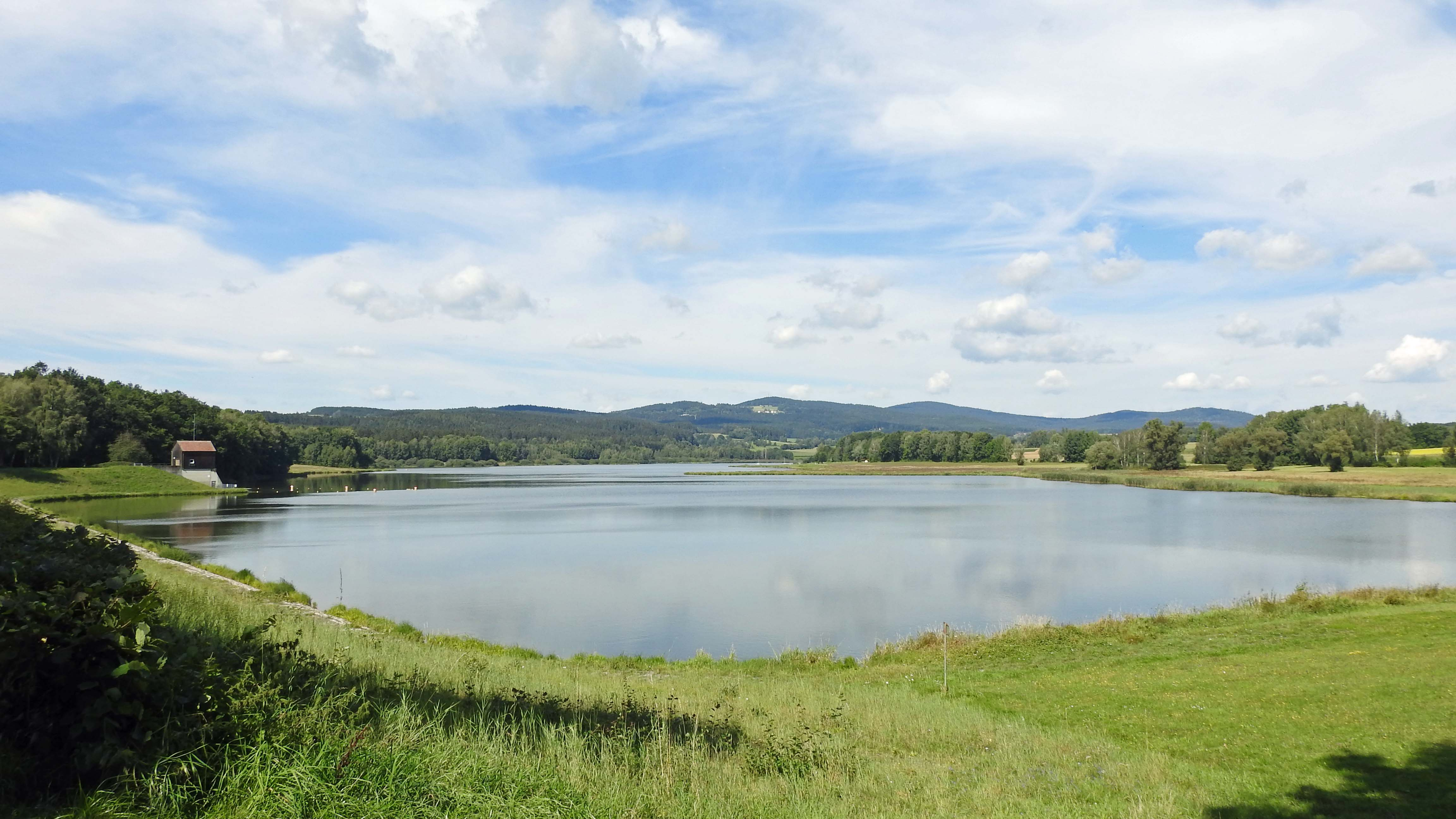
Silbersee von Osten

## Beschreibung
Der Zweck des Speichers ist Hochwasserschutz, Energieerzeugung sowie Freizeit und Erholung. Der Stausee befindet sich an der Bayerischen Schwarzach, die sich ca. 6 km weiter südlich mit der Böhmischen Schwarzach zur Schwarzach vereinigt, einem Zufluss der Naab. Seine Wasserfläche ist ca. 55 Hektar groß. Er wird von einem 285 m langen Erddamm aufgestaut. In der näheren Umgebung des Silbersees liegen noch zwei weitere Stauseen: der Perlsee bei Waldmünchen und der Eixendorfer Stausee zwischen Neunburg vorm Wald und Rötz.

## Kraftwerk
Im Wasserkraftwerk des Speichers wird mittels einer Francisturbine mit einer Leistung von 96 Kilowatt Strom erzeugt. Die im Jahre 2012 grundsanierte Anlage produziert etwa 0,27 Mio. kWh pro Jahr. Der Speicher wird vom Wasserwirtschaftsamt Regensburg, das zugehörige Kraftwerk Tiefenbach von den Bayerischen Landeskraftwerken betrieben.

## Freizeitmöglichkeiten
Der Silbersee ist ein beliebtes Ausflugs- und Naherholungsziel. Es gibt am See drei Hauptbadestellen mit Sandstrand – jeweils eine am westlichen, am südlichen und am östlichen Ufer, an denen im Sommer Chemietoiletten aufgestellt werden. Auch gibt es einen Zeltplatz und man kann angeln, segeln und surfen. Um den See herum führt ein ca. 6 km langer Rundwanderweg mit Informationstafeln über Natur, Landschaft und Geschichte. Im Winter gibt es gespurte Langlaufloipen.